# كأس إفريقيا للأندية البطلة 1995
كأس أفريقيا للأندية البطلة 1995 هي النسخة 31 من دوري أبطال أفريقيا، توج أورلاندو بايرتس الجنوب الأفريقي بالكأس على حساب أسيك أبيدجان الإيفواري.

## الدور التمهيدي
| الفريق الأول        | إجم.        | الفريق الثاني | مباراة الذهاب | مباراة الإياب |
| ------------------- | ----------- | ------------- | ------------- | ------------- |
| إيلفن مين إن فلايت ‏ | 4–4 (4–2 p) | إكستنشن غانرز | 2–2           | 2–2           |

## دور ال 32
| الفريق الأول            | إجم.        | الفريق الثاني          | مباراة الذهاب | مباراة الإياب |
| ----------------------- | ----------- | ---------------------- | ------------- | ------------- |
| إيلفن مين إن فلايت ‏     | 0–5         | أورلاندو بيراتس        | 0–3           | 0–2           |
| فاير بريجد ‏             | 3–1         | دي سي كوستا دو سول     | 3–0           | 0–1           |
| نادي ديناموز            | 2–0         | الهلال                 | 1–0           | 1–0           |
| نادي مانيما ‏            | 0–2         | النادي الإسماعيلي      | 0–1           | 0–1           |
| ليسوتو ديفنس فورس ‏      | 2–6         | جي اس سانت بيرويس ‏     | 2–2           | 0–4           |
| غندارمري ناشيونال       | 0–9         | نادي إكسبريس           | 0–2           | 0–7           |
| نادي إيتوال دو كونغو    | 3–3 (a)     | إيغل نكونغسامبا ‏       | 3–2           | 0–1           |
| إيتوال فيلانتي واغادوغو | 2–5         | الترجي الرياضي التونسي | 1–1           | 1–4           |
| نادي سيماسي ‏            | 0–2         | بي سي سي ليونس ‏        | 0–1           | 0–1           |
| ريال دي بانجول ‏         | 1–0         | نادي ترافادوريس ‏       | 1–0           | 0–0           |
| نادي مابيلينغا ‏         | 6–4         | فيتا كلوب              | 4–0           | 2–4           |
| بترو إتليتيكو           | 2–5         | أسيك أبيدجان           | 1–2           | 1–3           |
| باور ديناموز            | 2–2 (3–4 p) | نادي سيمبا             | 1–1           | 1–1           |
| أن بي أي أنشورز ‏        | 1–8         | أشانتي غولد            | 0–0           | 1–8           |
| الملعب المالي           | 2–1         | نادي هورويا            | 1–0           | 1–1           |
| اتحاد الشاوية           | w/o         | نادي دراغونز دي أوميه  | —             | —             |

## دور ال 16
| الفريق الأول           | إجم. | الفريق الثاني      | مباراة الذهاب | مباراة الإياب |
| ---------------------- | ---- | ------------------ | ------------- | ------------- |
| أسيك أبيدجان           | 4–2  | نادي سيمبا         | 2–1           | 2–1           |
| بي سي سي ليونس ‏        | 1–2  | أورلاندو بيراتس    | 1–1           | 0–1           |
| ريال دي بانجول ‏        | 0–6  | نادي مابيلينغا ‏    | 0–2           | 0–41          |
| أشانتي غولد            | 1–0  | الملعب المالي      | 1–0           | 0–0           |
| الترجي الرياضي التونسي | 4–0  | فاير بريجد ‏        | 2–0           | 2–0           |
| النادي الإسماعيلي      | 8–1  | جي اس سانت بيرويس ‏ | 5–0           | 3–1           |
| نادي ديناموز           | 4–3  | اتحاد الشاوية      | 1–1           | 3–2           |
| نادي إكسبريس           | 3–1  | إيغل نكونغسامبا ‏   | 3–0           | 0–1           |

## ربع النهائي
| الفريق الأول           | إجم. | الفريق الثاني     | مباراة الذهاب | مباراة الإياب |
| ---------------------- | ---- | ----------------- | ------------- | ------------- |
| الترجي الرياضي التونسي | 0–1  | النادي الإسماعيلي | 0–1           | 0–0           |
| أشانتي غولد            | 0–2  | أسيك أبيدجان      | 0–2           | 0–0           |
| نادي مابيلينغا ‏        | 2–4  | أورلاندو بيراتس   | 2–1           | 0–3           |
| نادي إكسبريس           | 2–2  | نادي ديناموز      | 0–1           | 2–1           |

## نصف النهائي
| الفريق الأول      | إجم. | الفريق الثاني | مباراة الذهاب | مباراة الإياب |
| ----------------- | ---- | ------------- | ------------- | ------------- |
| النادي الإسماعيلي | 2–5  | أسيك أبيدجان  | 1–0           | 1–5           |
| أورلاندو بيراتس   | 2–1  | نادي إكسبريس  | 1–0           | 1–1           |

## النهائي
| أورلاندو بيراتس               | 2–2 | أسيك أبيدجان                             |
| ----------------------------- | --- | ---------------------------------------- |
| - هلمان مكاليلي 5' - Lane 42' |     | - جون زكي ‏ 18' - دونالد-أوليفيه سييه 31' |

| أسيك أبيدجان | 0–1 | أورلاندو بيراتس     |
| ------------ | --- | ------------------- |
|              |     | - جيري سيخوسانا 73' |